# Sint-Joriskerk (Dedgum)
De Sint-Joriskerk is een kerkgebouw in Dedgum, in de Friese gemeente Súdwest-Fryslân.

## Geschiedenis
De kerk ligt op een terp. Het gebouw met een gietijzeren hekwerk is in 1889 gebouwd, in een ambachtelijke stijl. De toren, het gebouw, inclusief de inventaris en het hekwerk zijn opgenomen als een rijksmonument. Het kerkgebouw is overgenomen door de Stichting Alde Fryske Tsjerken.

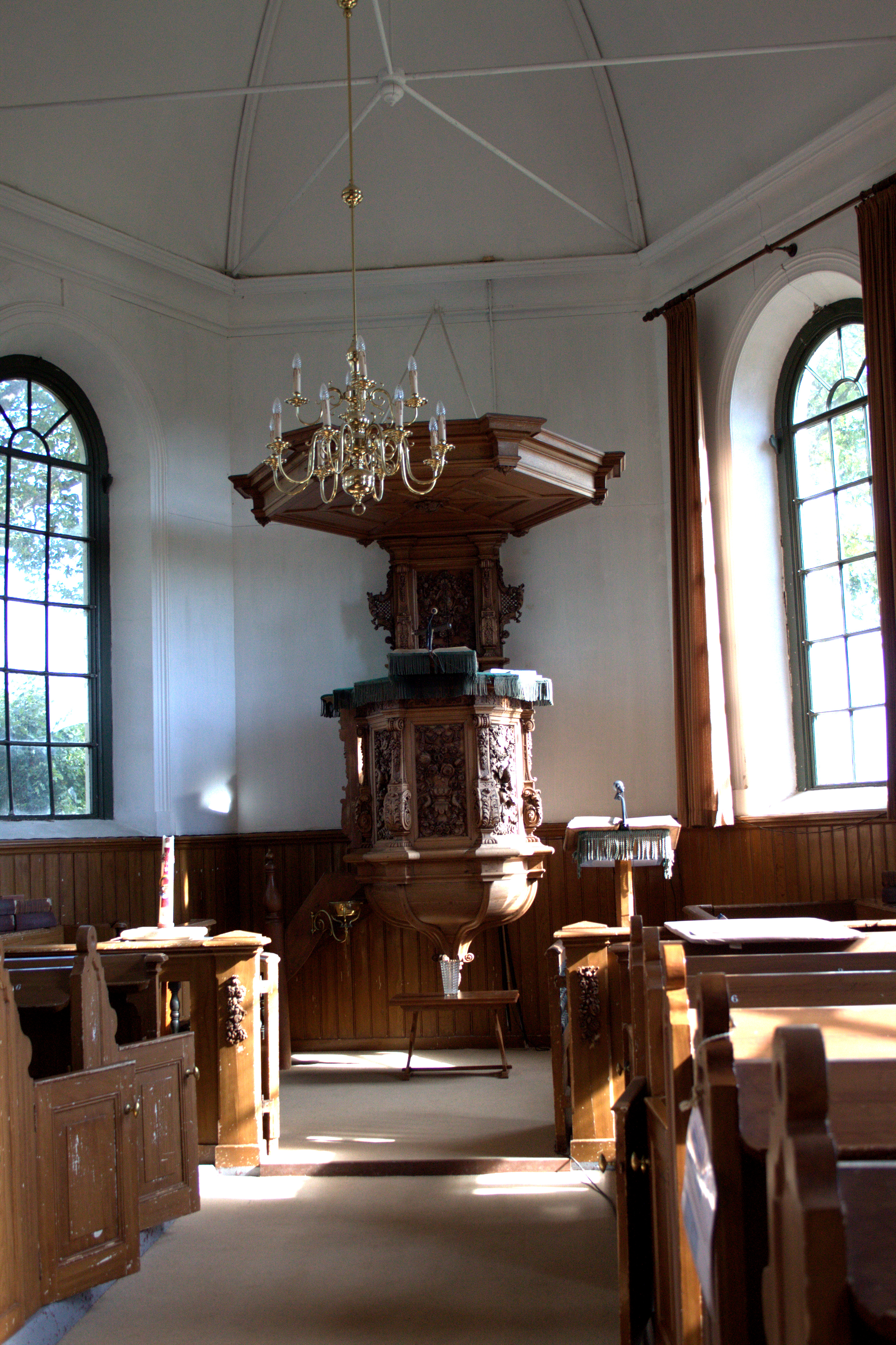
Interieur met preekstoel
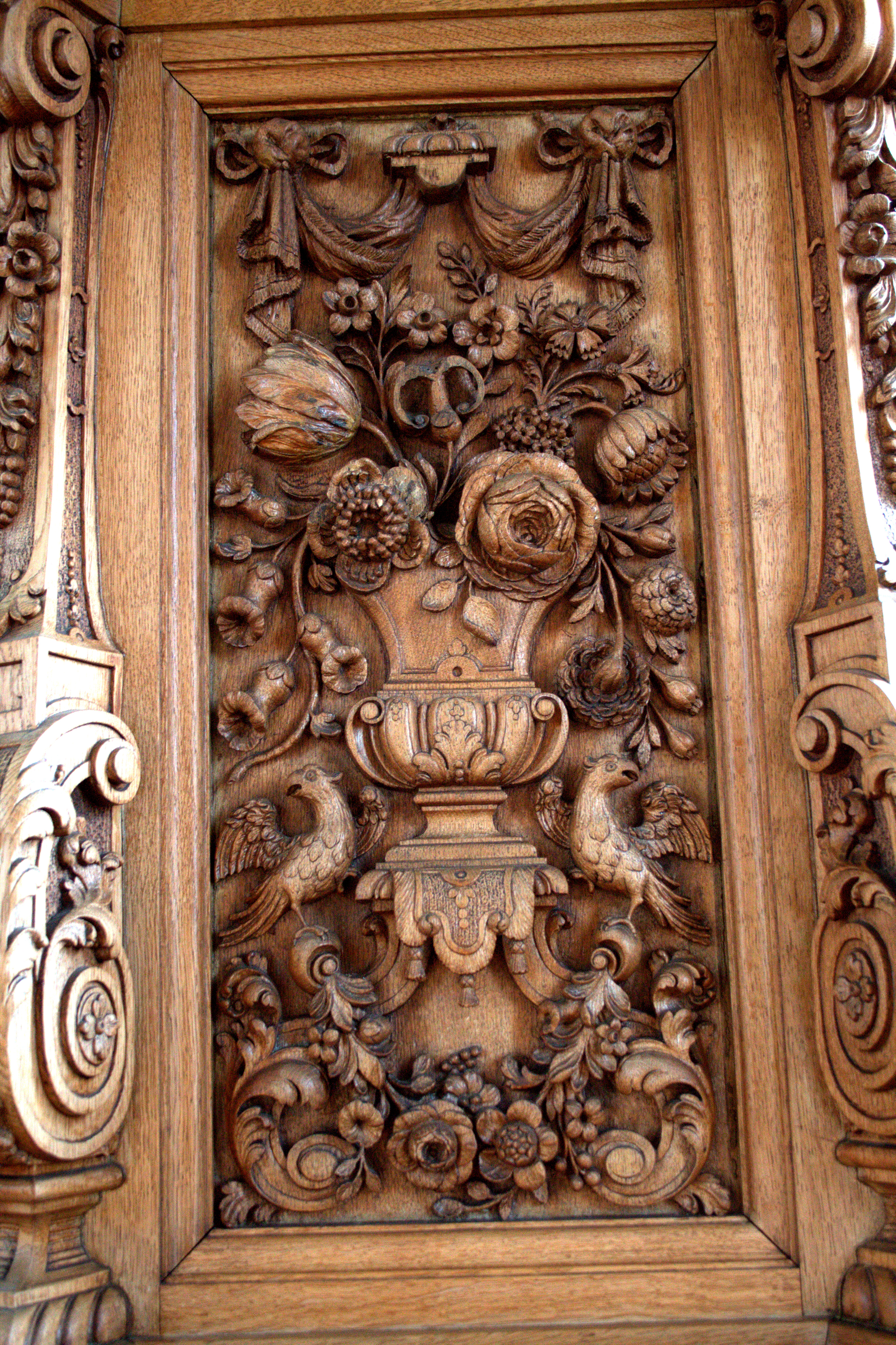
Detail preekstoel
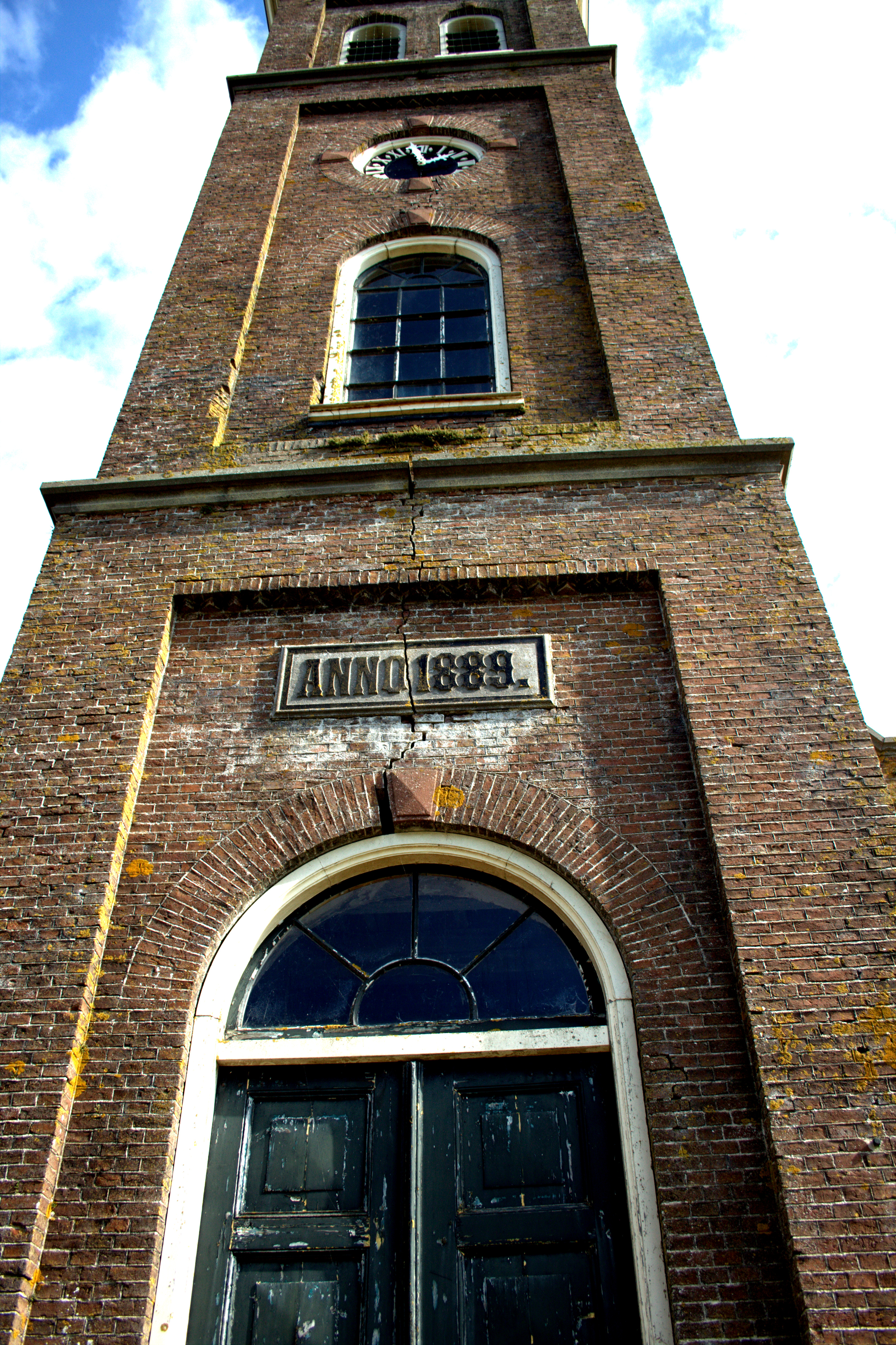
Kerktoren